# Ommastrephidae
Ommastrephidae is een familie van uit de klasse van de inktvissen ook wel koppotigen genoemd. Deze familie behoort tot de orde van de pijlinktvissen en omvat 3 onderfamilies, 11 geslachten, en meer dan 20 soorten.

## Leefwijze
De Ommastrephidae jagen in troepen op vis. Het zijn extreem snelle zwemmers die voortbewegen door het krachtig uitstoten van water uit hun mantelholte. Dit gaat soms met zoveel vaart dat ze uit het water kunnen lanceren en meters door de lucht 'vliegen'. De stijve vinnen en het dikke vlies tussen de armen doet dan dienst als een soort zeil. Soms belanden ze zo op het dek van schepen.

## Taxonomie
De volgende taxa zijn bij de familie ingedeeld:
- Onderfamilie Illicinae Posselt, 1891
  - Geslacht Illex Steenstrup, 1880
- Onderfamilie Ommastrephinae Steenstrup, 1857
  - Geslacht Dosidicus Steenstrup, 1857
  - Geslacht Eucleoteuthis Berry, 1916
  - Geslacht Hyaloteuthis Gray, 1849
  - Geslacht Ommastrephes d'Orbigny [in 1834-1847], 1835
  - Geslacht Ornithoteuthis Okada, 1927
  - Geslacht Sthenoteuthis Verrill, 1880
- Onderfamilie Todarodinae Adam, 1960
  - Geslacht Martialia Rochebrune & Mabille, 1889
  - Geslacht Nototodarus Pfeffer, 1912
  - Geslacht Todarodes Steenstrup, 1880
  - Geslacht Todaropsis Girard, 1890

### Synoniemen
- Ommatostrephinae Steenstrup, 1857 => Ommastrephinae Steenstrup, 1857
- Cycria Leach in Gray, 1849 => Ommastrephes d'Orbigny [in 1834-1847], 1835
- Lolimnites Risso, 1854 => Ommastrephes d'Orbigny [in 1834-1847], 1835
- Ommatostrephes Lovén, 1845 => Ommastrephes d'Orbigny [in 1834-1847], 1835
- Sagittatus Risso, 1854 => Todarodes Steenstrup, 1880
- Symplectoteuthis Pfeffer, 1900 => Sthenoteuthis Verrill, 1880